# Келани
Келани — река в Шри-Ланке. Является четвёртой по длине рекой в стране, берёт начало от горы Адамов Пик и впадает в Лаккадивское море у Коломбо. Протекает по округам Нувара-Элия, Ратнапура, Кегалле, Гампаха и Коломбо.

## Гидрология
Крупнейшими притоками в верховьях Келани являются Кегельгама и Маскелия. На притоке Кегельгама расположены водохранилища Каслри и Нортон. На притоке Маскелия расположены водохранилища Моссакел, Каньон и Лаксапана. В нижнем течении в Келани впадают реки Ве у Йетьянтоты, Гуругода у Равануэллы (Руванвеллы) и Ситавака у Ависавеллы.